# Selles-Saint-Denis
Selles-Saint-Denis település Franciaországban, Loir-et-Cher megyében. Lakosainak száma 1340 fő (2022. január 1.). Selles-Saint-Denis Marcilly-en-Gault, Châtres-sur-Cher, La Ferté-Imbault, Langon-sur-Cher, Loreux és Villeherviers községekkel határos.

## Népesség
A település népessége az elmúlt években az alábbi módon változott:
| Lakosok száma | 1024 | 1172 | 1199 | 1205 | 1269 | 1316 | 1337 | 1342 | 1342 | 1340 |
|               | 1968 | 1982 | 1990 | 2006 | 2013 | 2015 | 2017 | 2019 | 2020 | 2022 |